# سالاک
سالاک (به انگلیسی: Salak (Salacca zalacca)) گونه‌ای از درخت نخل است که در جاوه و سوماترا می‌روید. این گیاه در مناطق بالی، لومبوک، جزیره تیمور، مالزی، سولاوسی و در استان ملوک اندونزی به عنوان یک محصول غذایی کشت می‌شود.
درخت سالاک، پوستی همانند فلس و قهوه‌ای رنگ شبیه پوست مار دارد و به همین دلیل مردم محلی آنجا آن را میوه مار یا میوه پوست مار نیز می‌نامند.
میوه سالاک شبیه انجیری بزرگ است و پوست آن سفت و خشک و مانند فلس می ماند.
میوه نرسیده سالاک ترش مزه است اما رسیده آن طعمی شیرین و مزه ای مانندآناناس دارد.

## انواع
در اندونزی بیش از سی نوع میوه سالاک کشت می‌شود که بیشتر آنها مزه‌ای گس و شیرین دارند. مشهورترین آنها سالاک پوندو ازاستان یوگیا کارتا در جزیره جاوا و از جزیره بالی است که هر دو نوع به دلیل عطر و طعمشان مورد علاقه مردم محلی و توریست ها هستند.
این میوه معمولاً تازه مصرف می‌شود و می‌توان از آن ترشی نیز درست کرد. در بازارهای محلی تایلند این میوه را پوست کنده می‌فروشند و برای خوردن ابتدا آنرا در مخلوطی از شکر و نمک می‌زنند.

## ارزش غذایی
سالاک دارای پتاسیم و پکتین بالاست. همچنین میزان بالای بتا کاروتن این میوه زیاد است و در نتیجه برای سلامت چشم و تقویت بینایی نقش بسزایی دارد. سالاک دارای کلسیم، فلاونوئید و املاح معدنی مختلفی است که به تقویت دستگاه گوارش کمک می‌کند و در بهبود بیماریهایی چون اسهال مؤثر است.
این میوه همچنین سرشار از آنتی اکسیدان و ویتامین C می‌باشد که سبب جوانی و شادابی پوست و مو می‌گردد.